# Hemshof
Der Hemshof ist ein Stadtteil von Ludwigshafen am Rhein. Zusammen mit dem Stadtteil West bildet Nord-Hemshof den Ortsbezirk Nördliche Innenstadt. Charakteristisch für ihn ist die Kombination von deutscher Altstadt und verschiedenen ausländischen Kulturen.

## Geschichte
Als Heminingesheim („Heim des Heming“) wurde der Hemshof – wie auch die Stadtteile Oggersheim, Mundenheim, Maudach  und Friesenheim – im Jahr 771 erstmals urkundlich im Lorscher Codex erwähnt, in den Folgejahren dort weitere viermal. Vor der Stadtgründung Ludwigshafens 1853 war der „Hembshof“, wie er bis ins 19. Jahrhundert genannt wurde, ein Bauernhof in der Gemarkung von Friesenheim. Ebenfalls auf der heutigen Gemarkung befanden sich mit dem Ganderhof, dem Rohrlacher Hof und dem Gräfenauer Hof noch drei weitere Bauernhöfe.

Rheinschanze und Hemshof (rechts) im 18. Jahrhundert
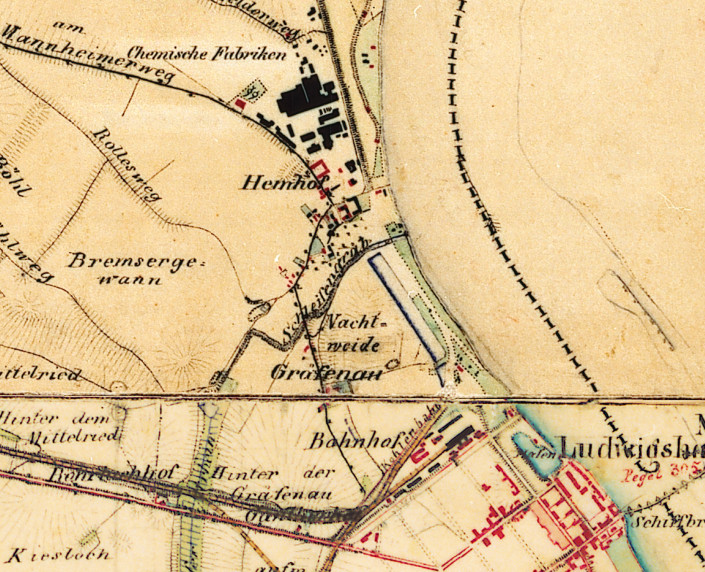
Hemshof und Umgebung im 19. Jahrhundert

Als Stadtteil ist der Hemshof zwischen 1870 und 1910 entstanden und gewachsen. Um die Not der arbeitenden Bevölkerung zu lindern und zur missionarischen Tätigkeit gründete der protestantische Stadtvikar Heinrich Noé hier 1885 die erste Stadtmission Ludwigshafens mit vielfältigen Angeboten. Nach Behelfslösungen für die Gottesdienste wurde die evangelische Apostelkirche 1892–1894 und die katholische Dreifaltigkeitskirche 1899–1901 errichtet.

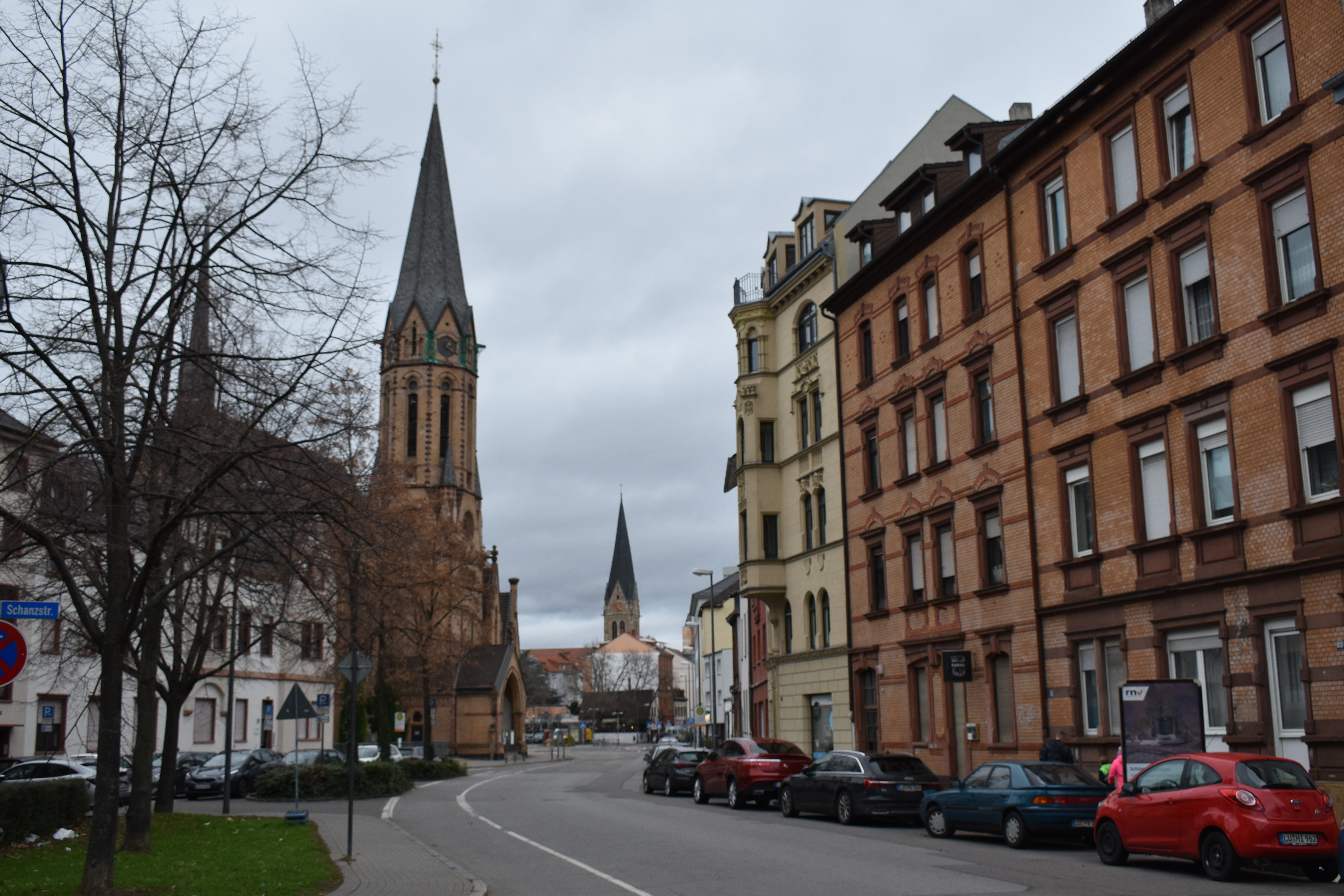
Rohrlachstraße mit Kirchtürmen

Zunächst ein reines Wohngebiet für die Arbeiter der 1865 gegründeten BASF, entwickelte sich der Hemshof seit den 1960er Jahren mit seinen mittlerweile knapp 16.700 Einwohnern und einem Ausländeranteil von 43,8 % (2005) allmählich zum bevorzugten Zentrum für Einwanderer verschiedener Nationalitäten. 40 % der Migranten kommen aus der Türkei. Auf den nächsten Rangplätzen folgen die Herkunftsländer Italien und das ehemalige Jugoslawien. Ab 1972 war der Stadtteil Sanierungsgebiet. Die Sanierung galt wenige Jahre nach der Jahrtausendwende als weitgehend abgeschlossen. Die Stadt veräußerte auch preisgünstig Altbauten unter der Auflage der Sanierung.

## Der Hemshof, die Farbenstadt Deutschlands
Ein anonymer Autor schreibt im Pfälzischen Kurier vom 28. und 29. März 1889:
„Was ist der Hemshof? Kaum ein Dutzend meiner Leser hat jemals diesen Namen gehört, Niemand, außerhalb der nächsten Umgebung kennt ihn, und vergebens suchen wir ihn selbst auf den exakten Spezialkarten des Generalstabes. Gleichwohl bilden die Massenprodukte dieser fast noch unbekannten Stadt auf dem Weltmarkt eine hochgeschätzte Rimesse, sie wandern in alle Länder und Weltteile, zu allen Kultur- und Halbkulturvölkern, in den Palast, wie in die Hütte, Der glänzende Goldton einer Ballrobe wie das schlichte Blau des Zwilchkittels, die leuchtenden Farbenzauber der Sommertoiletten und all die Sinne berückende Farbenpracht, welche das Raffinement der Mode fordert und erfindet, sie strahlen wie durch ein Wunder aus dem Kohlenqualm der Hemshöfer Fabriken hervor, Der Hemshof, diese Fabrikstadt par éminence, ist der Sitz der Ludwigshafener Großindustrie, ein Stück Amerika, wie es kaum ein anderer Fleck deutschen Bodens wieder zeigt, ein Hauptort der modernen Farbenindustrie, er ist die Farbenstadt, das Chromopolis Deutschlands.“
Der Autor greift zurück in die Geschichte des Hemshofs und erwähnt die Bedeutung der BASF für den Ort:
„Wiewohl die Hemshöfe nach der Annahme der Historiker schon in den Zeiten der Karolinger als Besitztum des reichbegüterten nahen Klosters Lorsch bestanden haben sollen, ist die Fabrikstadt Hemshof doch ein Kind der allerjüngsten Zeit und seine vielbestaunte Entwicklung kann nur im Hinblick auf den großartigen Aufschwung der Badischen Anilin- und Sodafabrik vollkommen verstanden und gewürdigt werden.
Die 'Große Fabrik', wie das Volk am treffendsten die Badische Anilin- und Soda-Fabrik nennt, gehört zu jenen Wunderwerken der modernen Großindustrie, welche die Gegenwart mit ihrer fortgeschrittenen Technik und den gewaltigen Hilfsmitteln des Verkehrs geschaffen hat.“
Zitiert nach: Marianne Ertel (Hg.): Ludwigshafen am Rhein. Eine literarische Spurensuche. Stadtbibliothek Ludwigshafen am Rhein, 2003. ISBN 3-924667-36-5.

## Kultur

### Hemshof-Indianer
Der Regisseur Hermann Basler drehte im Jahr 1919 zunächst in Heidelberg und ab 1920 auch in Ludwigshafen die ersten deutschen Western. Er selbst spielte als Hauptdarsteller den Helden Bull Arizona. Als Statisten bei den Dreharbeiten im Maudacher Bruch zog er Mitglieder des Athletenclubs im Hemshof heran, die Trapper und Indianer darstellen mussten. Daher rührt der Spitzname „Hemshof-Indianer“. Pferde wurden von einer Spedition zur Verfügung gestellt.

### Hemshof-Theater
Im Hemshof gibt es zwei Theater mit eigener Spielstätte: Das Prinzregenten-Theater (früher Theater im Hemshof) und die Hemshofschachtel. Beide sind privat geführte Theater, die überwiegend Stücke in Pfälzer Mundart aufführen.

## Persönlichkeiten

### Hemshof-Friedel
Ein stadtbekanntes Original war die Hemshof-Friedel, eine Unterhaltungssängerin der derberen Sorte, die in Ludwigshafen gestrandet war.

### Wilhelm Dieterle
Im Hemshof wurde 1903 der spätere Regisseur Wilhelm Dieterle als Sohn des Bäckers Jakob Dieterle geboren. Mit dem gesellschaftlichen Aufstieg zog die Familie vom Arbeiterviertel Hemshof in das eher dörfliche Mundenheim.

## Bildergalerie

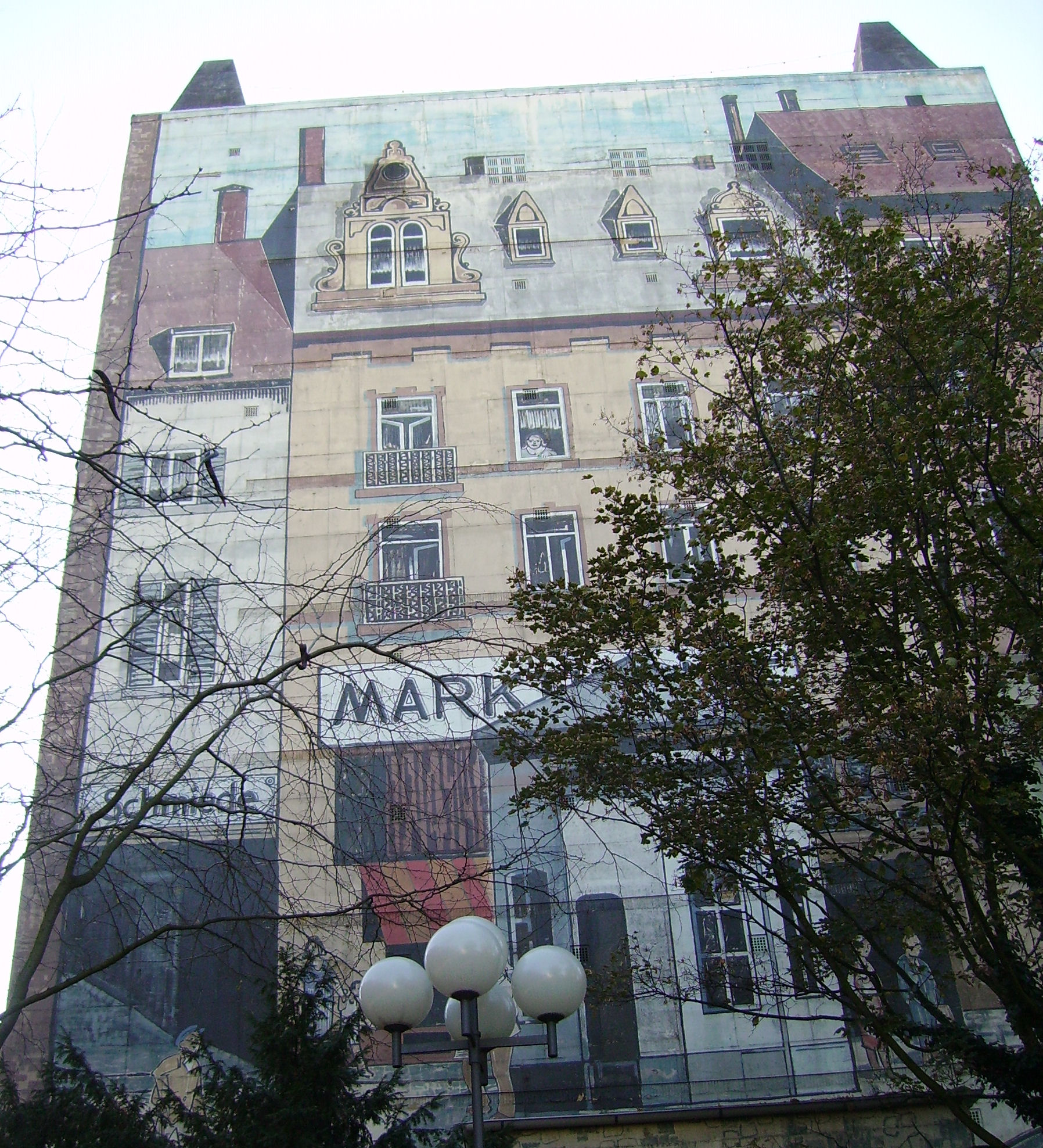
Bemalter Bunker
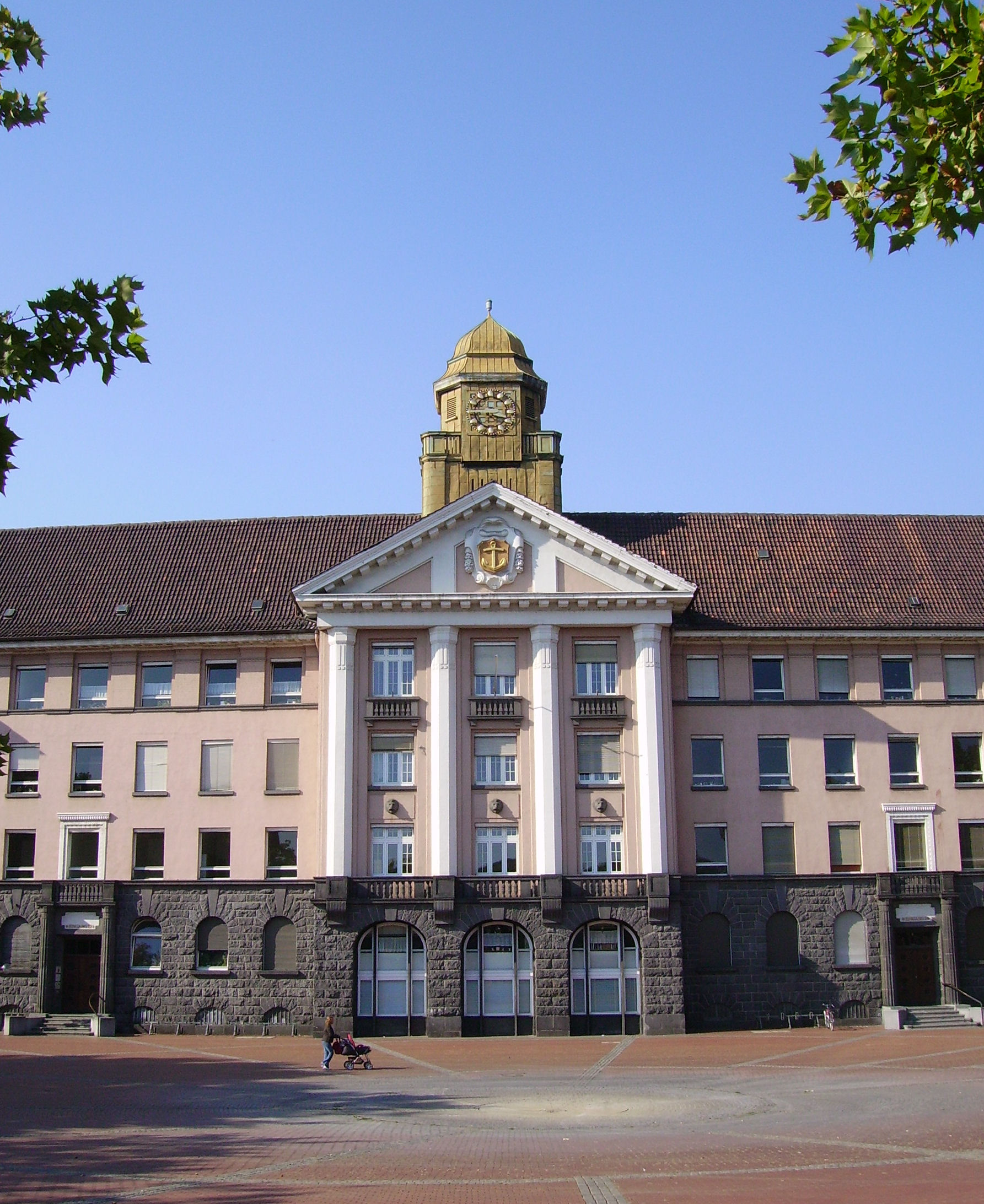
Stadthaus Nord
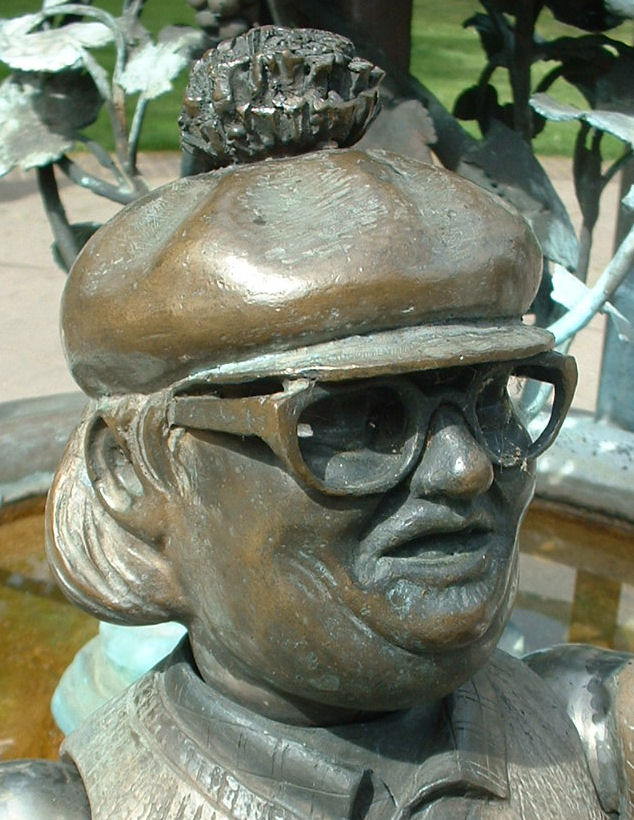
Hemshof-Friedel
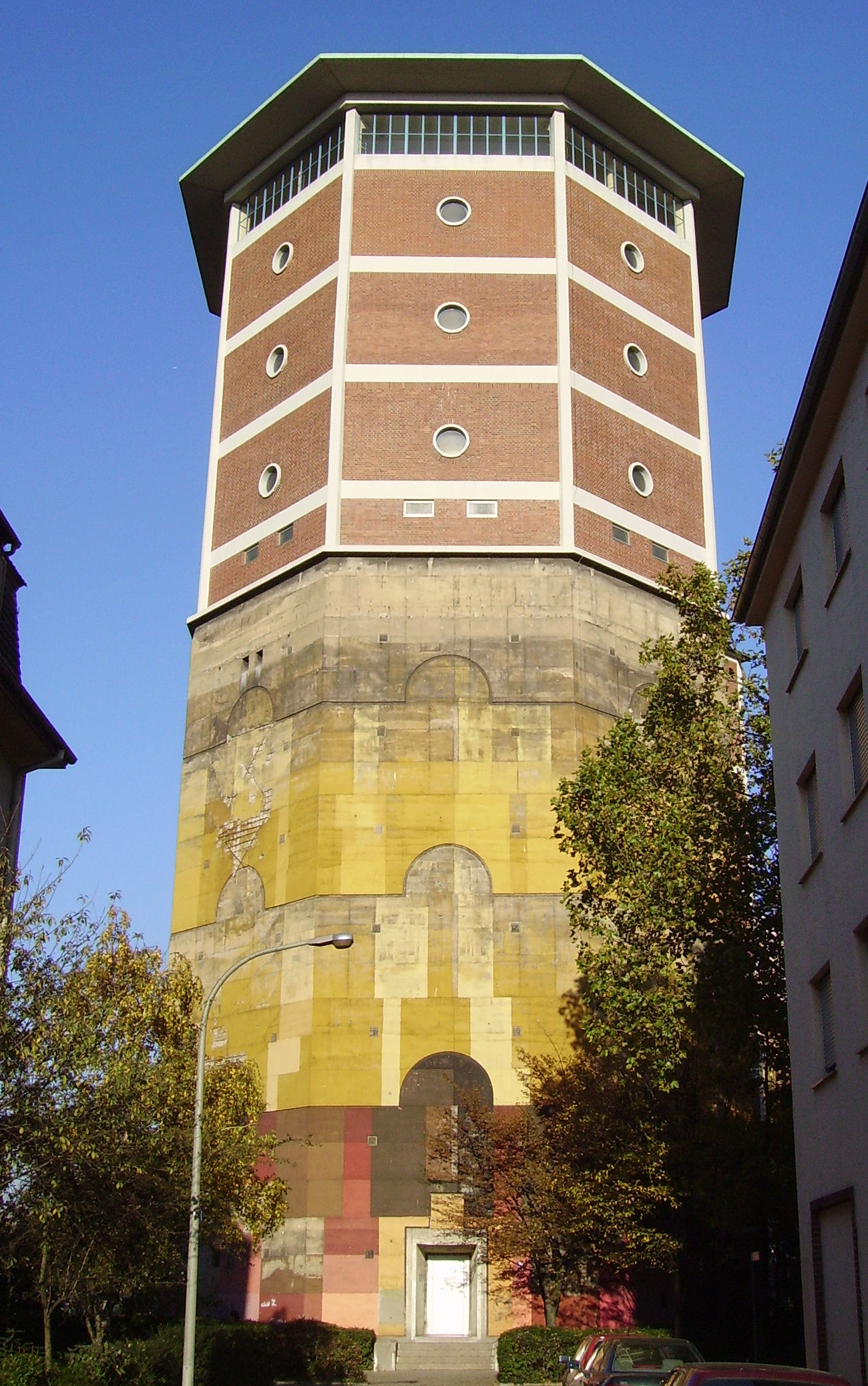
Wasserturm (kulTurm)
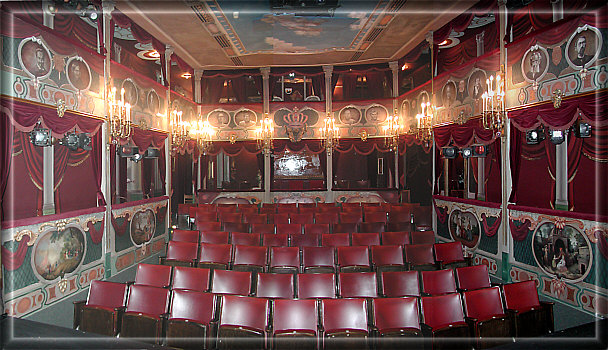
Prinzregenten-Theater im Hemshof